# Niceforo Esicasta
Niceforo Esicasta (... – 1340 circa) è stato un monaco cristiano italiano noto anche come Niceforo il Solitario, È considerato uno dei principali rappresentanti dell’esicasmo, un movimento spirituale e mistico della Chiesa ortodossa basato sulla preghiera del cuore e sulla custodia del cuore.

## Biografia
Niceforo il solitario, nacque in Italia, probabilmente in Calabria. Cattolico, abbracciò la fede ortodossa e successivamente si ritirò eremita sul monte Athos. Raccolse le sue esperienze spirituali in un'antologia dal titolo Trattato molto utile sulla sobrietà e sulla custodia del cuore, testo importante nel movimento esicasta e incluso nella Filocalia, antologia di testi mistici della Chiesa cristiana ortodossa.
Egli è soprattutto noto per aver coniugato la fede in Gesù con una particolare tecnica respiratoria.
Poco si conosce della vita personale di Niceforo. Il suo appellativo “Solitario” suggerisce una vita di ritiro e silenzio, probabilmente in ambito monastico o eremitico. Non è certa la sua appartenenza a un monastero specifico, sebbene la tradizione lo avvicini all’ambiente del Monte Athos.
Secondo l’orientalista Maciej Bielawski, autore di una edizione commentata dei suoi scritti, Niceforo potrebbe essere stato uno di quei maestri spirituali che, pur non lasciando molte tracce storiche, hanno trasmesso profondi insegnamenti attraverso brevi testi tramandati nei secoli.

## Pensiero e insegnamento
Il nucleo del pensiero di Niceforo è contenuto nel Discorso sulla sobrietà e la custodia del cuore (tradotto in alcune edizioni anche come Metodo della preghiera e dell'attenzione sacre), un trattato incluso nella Filocalia e attribuito alla sua penna.
Al centro del suo insegnamento si trova il concetto di sobrietà (nepsis), intesa come vigilanza interiore, attenzione costante e presenza spirituale. La sobrietà ha il compito di custodire il cuore dai pensieri che distraggono l’anima e la separano da Dio.
Niceforo propone un metodo di preghiera che unisce respiro e attenzione interiore: durante l’inspirazione si conduce l’intelletto nel cuore e si ripete la preghiera di Gesù: «Signore Gesù Cristo, Figlio di Dio, abbi pietà di me». Secondo Bielawski, tale pratica ha lo scopo di rendere il cuore il centro percettivo e spirituale dell’uomo, liberandolo dalle distrazioni mentali.
La discesa dell’intelletto nel cuore, accompagnata dal ritmo del respiro, è una tecnica spirituale che permette di purificare l’essere umano e renderlo capace di accogliere la grazia divina.

## Eredità
L’insegnamento di Niceforo è stato trasmesso soprattutto grazie alla sua inclusione nella Filocalia, la celebre raccolta di testi spirituali curata nel XVIII secolo da san Nicodemo l’Aghiorita e san Macario di Corinto.
La sua influenza è visibile nello sviluppo della preghiera del cuore nel monachesimo russo, fino agli startsy del XIX secolo. Il suo metodo respiratorio è uno dei primi esempi strutturati di tecnica esicasta documentata.
Niceforo è ricordato nel sinassario ortodosso della Magna Grecia il 4 maggio.

## Opere

### Trattato della sobrietà e della custodia del cuore
Il Trattato della sobrietà e della custodia del cuore, conosciuto anche come Discorso sulla sobrietà e la custodia del cuore, è un testo spirituale parte della raccolta chiamata Filocalia, una raccolta di testi mistici della tradizione cristiana orientale .
Niceforo è uno dei primi a proporre un metodo preciso per la preghiera interiore. Si inserisce nella tradizione dell’esicasmo, una corrente spirituale nata nei monasteri del Monte Athos, basata sul silenzio, la pace interiore e la ripetizione continua della preghiera . L’esicasmo insegna che, per avvicinarsi a Dio, bisogna custodire il proprio cuore e fare attenzione ai pensieri. La preghiera serve a unificare l’interiorità e a restare in comunione con Cristo .
Il trattato è composto da insegnamenti pratici e brevi. Niceforo invita il lettore a vigilare su se stesso e a non lasciarsi distrarre dai pensieri. Secondo lui, l’intelletto (chiamato nous in greco) deve stare nel cuore, dove trova pace e unità . Per custodire il cuore, consiglia una tecnica precisa: usare il respiro per aiutare la mente a rientrare nel cuore e recitare la preghiera di Gesù:
Questa preghiera va ripetuta con attenzione e continuità, in silenzio, fino a diventare una presenza stabile nel cuore .
Niceforo consiglia di sedersi in un luogo tranquillo, controllare il respiro, chiudere gli occhi e portare la mente nel cuore. In questo stato si può cominciare a ripetere la preghiera. Col tempo, la preghiera diventa continua e accompagna ogni momento della giornata . Questa pratica, anche se ha degli aspetti simili ad alcune tecniche orientali, è profondamente radicata nella fede cristiana .